# Villy Sørensen
Villy Sørensen, född 13 januari 1929 i Frederiksberg, Danmark, död 16 december 2001 i Hellerup, var en dansk författare och filosof. 

## Biografi
Sørensen skrev först noveller - Sære historier (1953) m. fl. - men gjorde sig med tiden allt mera känd som litteraturkritiker och essäist. I samarbete med två politiker kom han 1977 med ett förslag till en omläggning av hela det danska samhället: Oprør fra midten.
Sørensen var ledamot av Danska akademien från 1965. 1979 blev han hedersdoktor vid Köpenhamns universitet.